# Joseph d'Arimathie
Pour les articles homonymes, voir Joseph et Saint Joseph.
Joseph d'Arimathie (ou d'Arimathée selon les traductions), Ἰωσήφ ἀπὸ Ἀριμαθαίας en grec ancien, est un personnage du Nouveau Testament qui est introduit par les auteurs des quatre évangiles, dans la péricope de la mise au tombeau, comme un notable juif, membre du Sanhédrin, qui procède à la descente de croix et à l'inhumation de Jésus. L'historicité de Joseph d'Arimathie reste largement inaccessible, le personnage ayant peut-être été introduit dans les récits canoniques dans une visée apologétique pour les chrétiens afin de justifier la découverte du tombeau vide, et « réfuter les insinuations de leurs adversaires au sujet d'une mort apparente de Jésus qui aurait rendu l'idée de la résurrection absurde ».
Selon des légendes médiévales, il aurait recueilli le Sang du Christ dans un vase, le Saint Calice, ou le Saint Graal dans le cycle arthurien, et aurait participé à l'évangélisation de la Grande-Bretagne avec l'apôtre Philippe.
Présent dans les évangiles apocryphes, il est considéré comme saint chrétien dans les calendriers : il est fêté dans le Martyrologe romain occidental le 31 août et le 31 juillet en Orient. Sa renommée gagnera en ampleur sous l'influence des romans du Graal et de la politique de propagande de l'abbaye de Glastonbury.

## L'origine du nom Arimathie
L'origine du nom Arimathie (en) reste encore débattue, faisant plus l'objet de vœux pieux et de conjectures qui ne s'appuient sur aucune source documentaire ou archéologique.
Le terme employé dans le texte grec ancien de Matthieu est Ἀριμαθαία, Arimathaia.
Arimathie est peut-être le lieu dont il est question dans le premier livre de Samuel (1 : 1), en hébreu הרמתים, Ha-Ramathaïm. Une conjecture identifie Ha-Ramathaïm à l'actuel village de Rantis, au nord-ouest de Jérusalem. 
La racine hébraïque רם (RM) signifie hauteur, endroit élevé, et se retrouve dans le nom de plusieurs localités. Ha-Ramathaïm veut donc dire, littéralement, les hauteurs.

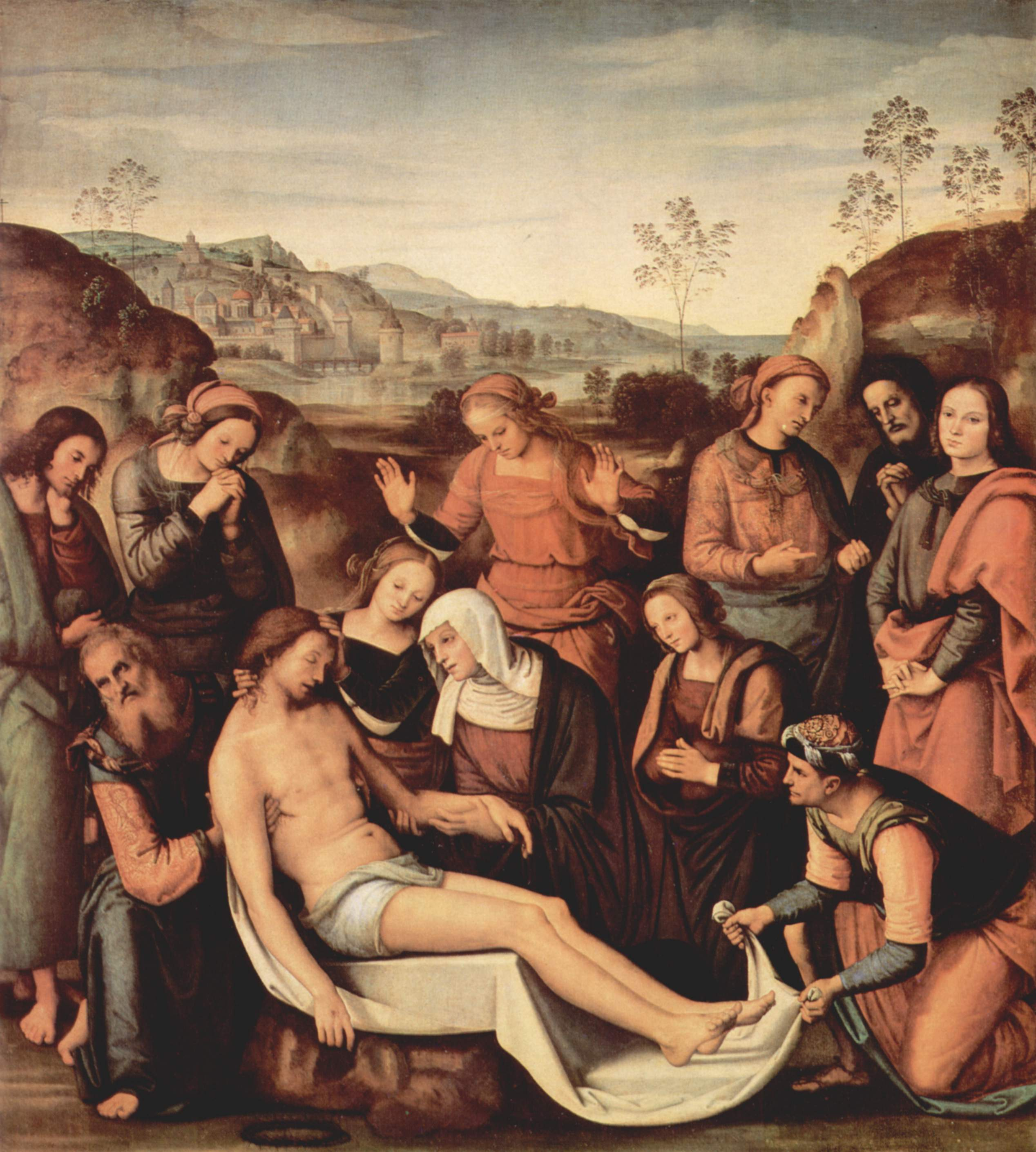
Descente de croix par Le Pérugin, palais Pitti, Florence.

## Historicité du personnage
Les évangiles canoniques se livrent à une christianisation progressive du personnage : l'Évangile selon Marc présente Joseph d'Arimathie comme membre respecté du Sanhédrin, mandaté pour réclamer le cadavre de Jésus et l'inhumer hâtivement avant que ne débute le sabbat pascal, puis relate la mise dans un tombeau quelconque par cet éminent Juif ; la construction littéraire de la péricope dans l'Évangile selon Luc le présente comme un membre du conseil « bon et juste » (sympathisant du christianisme, ce portrait moral l'exonère de la responsabilité du Sanhédrin qui a consenti à sa condamnation) plaçant Jésus dans un tombeau neuf, l'évangéliste excluant que le corps de Jésus ait connu le sort réservé aux criminels, la fosse commune (caveau des réprouvés, sorte d'ossuaire commun pour les corps des condamnés non réclamés) ; l'Évangile selon Matthieu relate l'inhumation par un disciple du Christ (ouvertement converti à son enseignement) dans son propre caveau familial ; enfin l'Évangile selon Jean, en combinant plusieurs strates de tradition dont les incohérences (double mandat auprès de Pilate, double embaumement) sont difficiles à lever, forge la légende d'un disciple converti qui procède à une sépulture royale satisfaisant à tous les usages.

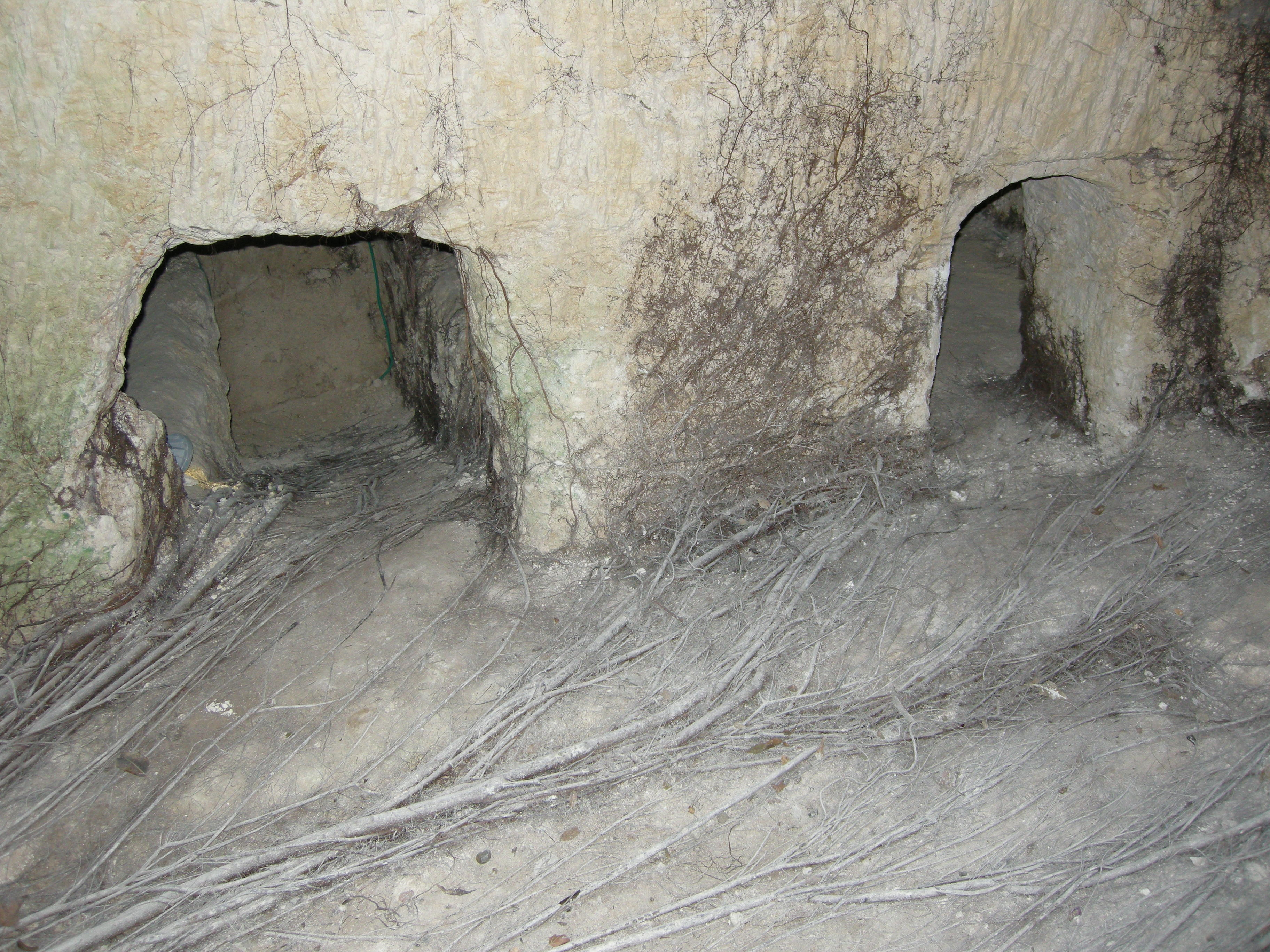
Caveau familial typique des sépultures de familles juives aisées au temps du Second Temple (Tombe de Nicanor).

L'amplification théologique autour de ce récit est issue de développements christologiques ultérieurs et rend ainsi l'historicité de Joseph d'Arimathie inaccessible. Rudolf Bultmann « démythologise » l'épisode évangélique de la descente de croix par Joseph d'Arimathie et Nicodème, et le range parmi les théologoumènes, c'est-à-dire des affirmations théologiques présentées dans les récits bibliques comme des faits historiques. Des doutes sur l'implication de Joseph d'Arimathie sont également soulevés par l'historien des religions Charles Guignebert, élève d'Ernest Renan, qui pense que le corps de Jésus, comme tout supplicié, a été jeté dans la fosse commune tandis que John Dominic Crossan considère que l'histoire de Joseph d'Arimathie qui offre son propre sépulcre pour l'inhumation de Jésus est une invention des évangélistes. Guillaume Baldensperger tente de résoudre cette contradiction en distinguant une double sépulture (inhumation hâtive faite par les Juifs puis inhumation effectuée par Joseph d'Arimathie dans un sépulcre honorable). Maurice Goguel voit dans l'harmonisation ultérieure des textes canoniques par les Pères de l'Église une tentative de réconcilier des traditions différentes et le signe de la transformation par les évangélistes d'une tradition primitive relatant le désarroi des disciples du Christ qui ne pouvaient accepter une sépulture définitive dans une fosse commune, d'où leur invention d'un argument apologétique relativement tardif dans une perspective messianique : Joseph d'Arimathie, notable ayant une certaine estime pour Jésus qu'il considère peut-être comme un prophète d'Israël victime de l'oppression romaine, récupère le corps pour lui donner une sépulture décente.
Joseph d'Arimathie apparaît dans les évangiles pour la première fois après la crucifixion probablement pour justifier la demande à Ponce Pilate de l'autorisation d'emporter le corps de Jésus par un membre disposant d'entrées auprès des autorités romaines puis la mise au tombeau dans son propre sépulcre, ce notable n'ayant aucun autre rôle dans les évangiles. L'intention théologique des évangélistes lorsqu'ils introduisent le récit de la mise au tombeau est double : Joseph d'Arimathie représente la figure du père, Joseph de Nazareth, présent à la naissance, mais absent par la suite, et qui apparaît ici pour clôturer dignement la vie de son fils tandis que l'ensevelissement dans ce sépulcre vise probablement par un procédé relevant de l'intertextualité à rappeler la prophétie du Serviteur souffrant dans le Livre d'Isaïe. La présence de Joseph d'Arimathie au moment de la Passion du Christ pose donc problème aux exégètes actuels.

## Les Évangiles
La traduction utilisée ici est celle du chanoine Augustin Crampon, Desclée et Cie, 1923. L'ordre est celui des dates probables auxquelles les quatre Évangiles furent rédigés.

### Évangile selon Marc 15
- (Rédaction : 65-75.)
- 42. Le soir étant déjà venu, comme c'était Préparation, c'est-à-dire veille du sabbat,
- 43. vint Joseph d'Arimathie, membre honoré du grand conseil, qui attendait, lui aussi, le royaume de Dieu. Il alla hardiment auprès de Pilate pour demander le corps de Jésus.
- 44. Mais Pilate s'étonna qu'il fût déjà mort, fit venir le centurion, et lui demanda s'il y avait longtemps qu'il était mort.
- 45. Renseigné par le centurion, il accorda le cadavre à Joseph.
- 46. Ayant acheté un linceul, il le descendit, l'enveloppa dans le linceul, le déposa dans un sépulcre qui avait été taillé dans le roc, et il roula une pierre à l'entrée du sépulcre.
- 47. Or Marie la Magdaléenne et Marie, mère de José, observaient où il était déposé.

### Évangile selon Matthieu 27
- (Rédaction : années 70-80.)
- 57. Le soir venu, vint un homme riche d'Arimathie, nommé Joseph, qui lui aussi était devenu disciple de Jésus.
- 58. Il alla trouver Pilate pour lui demander le corps de Jésus ; Pilate alors ordonna qu'on le lui remît.
- 59. Joseph prit le corps, l'enveloppa d'un linceul blanc,
- 60. et le déposa dans son sépulcre neuf, qu'il avait fait tailler dans le roc ; puis, ayant roulé une grosse pierre à l'entrée du sépulcre, il s'en alla.
- 61. Or Marie la Magdaléenne et l'autre Marie étaient là, assises en face du tombeau.

### Évangile selon Luc 23
- (Rédaction : années 70-80.)
- 50. Et alors un homme, nommé Joseph, qui était membre du conseil, homme bon et juste,
- 51. — il n'avait pas donné son assentiment à leur résolution ni à leur acte —, d'Arimathie, qui attendait le royaume de Dieu,
- 52. cet (homme) alla trouver Pilate pour lui demander le corps de Jésus ;
- 53. il le descendit, l'enveloppa d'un linceul, et le déposa dans un sépulcre taillé dans le roc, où personne n'avait encore été mis.
- 54. C'était le jour de Préparation, et le sabbat commençait.
- 55. Ayant suivi (Joseph), les femmes qui étaient venues de la Galilée avec (Jésus) considérèrent le sépulcre et comment son corps (y) avait été déposé.
- 56. S'en étant retournées, elles préparèrent des aromates et des parfums ; et, pendant le sabbat, elles demeurèrent en repos, selon le précepte.

### Évangile selon Jean 19
- (Rédaction : années 90-100.)
- 38. Après cela, Joseph d'Arimathie, qui était disciple de Jésus, mais en secret par crainte des Juifs, demanda à Pilate d'enlever le corps de Jésus, et Pilate le permit. Il vint donc et enleva son corps.
- 39. Nicodème, qui précédemment était venu vers lui de nuit, vint aussi, apportant un mélange de myrrhe et d'aloès, environ cent livres.
- 40. Ils prirent donc le corps de Jésus et l'entourèrent de bandelettes avec les aromates, selon la manière d'ensevelir en usage chez les Juifs.
- 41. Or, au lieu où il avait été crucifié, il y avait un jardin, et dans le jardin un sépulcre neuf, où personne n'avait encore été mis.
- 42. C'est là, à raison de la Préparation des Juifs, le sépulcre étant proche, qu'ils mirent Jésus.

## Littérature apocryphe et hagiographique
La sobriété et la symbolique du récit évangélique sur Joseph d'Arimathie et l'absence de document contemporain aux évangiles mentionnant ce personnage a laissé la place à toute une littérature apocryphe (Évangile de Nicodème composé au IVe siècle, Transitus latin du Pseudo-Joseph d'Arimathie appelé «Transitus Mariae » et composé au Ve siècle) et hagiographique qui a propagé son culte.
Valérie Lagorio, relevant les traits qui le rapprochent de la Sainte Famille, établit de nombreux parallèles entre Joseph de Nazareth et Joseph d'Arimathie, considérant que la littérature post-biblique opère un véritable transfert entre les deux personnages.
La figure de Joseph d'Arimathie est introduite dans le cycle arthurien par Robert de Boron dans son roman en vers Estoire dou Graal ou Joseph d’Arimathie, écrit entre 1190 et 1199, conservé dans un seul manuscrit.
D'après la légende forgée par Robert de Boron qui s'appuie sur les apocryphes, c'est chez Simon, le frère de Jésus que se tient le dernier repas du Christ. Joseph conserve le vase de la Cène, dans lequel il recueille un peu du sang de Jésus, avant de le déposer dans son sépulcre. Jeté en prison par les autorités juives, privé de nourriture, il doit la vie à la seule contemplation du Graal. Après douze ans d'emprisonnement, l'empereur Vespasien le fait libérer. Joseph, muni de la Sainte Lance et du Saint-Graal, quitte alors la Palestine et se rend « en Bretagne », c'est-à-dire le sud de la Grande-Bretagne actuelle, à Glastonbury selon certains textes. Joseph d'Arimathie et son fils Galaad Ier se retrouvent dans la liste des bons chevaliers du cycle arthurien. Des interpolations à la fin du XIIIe siècle aux manuscrits De Antiquitate Glastoniensis Ecclesiae du moine Guillaume de Malmesbury font de Joseph d'Arimathie le saint évangélisateur de la Grande-Bretagne où il serait mort selon le récit légendaire des Triades galloises le 27 juillet 82.
S'appuyant sur les légendes médiévales qui relatent le voyage de Joseph d'Arimathie en Occident jusqu'en Grande-Bretagne, l'abbaye de Glastonbury et l'abbaye de Moyenmoutier revendiquent posséder ses reliques.

## Iconographie

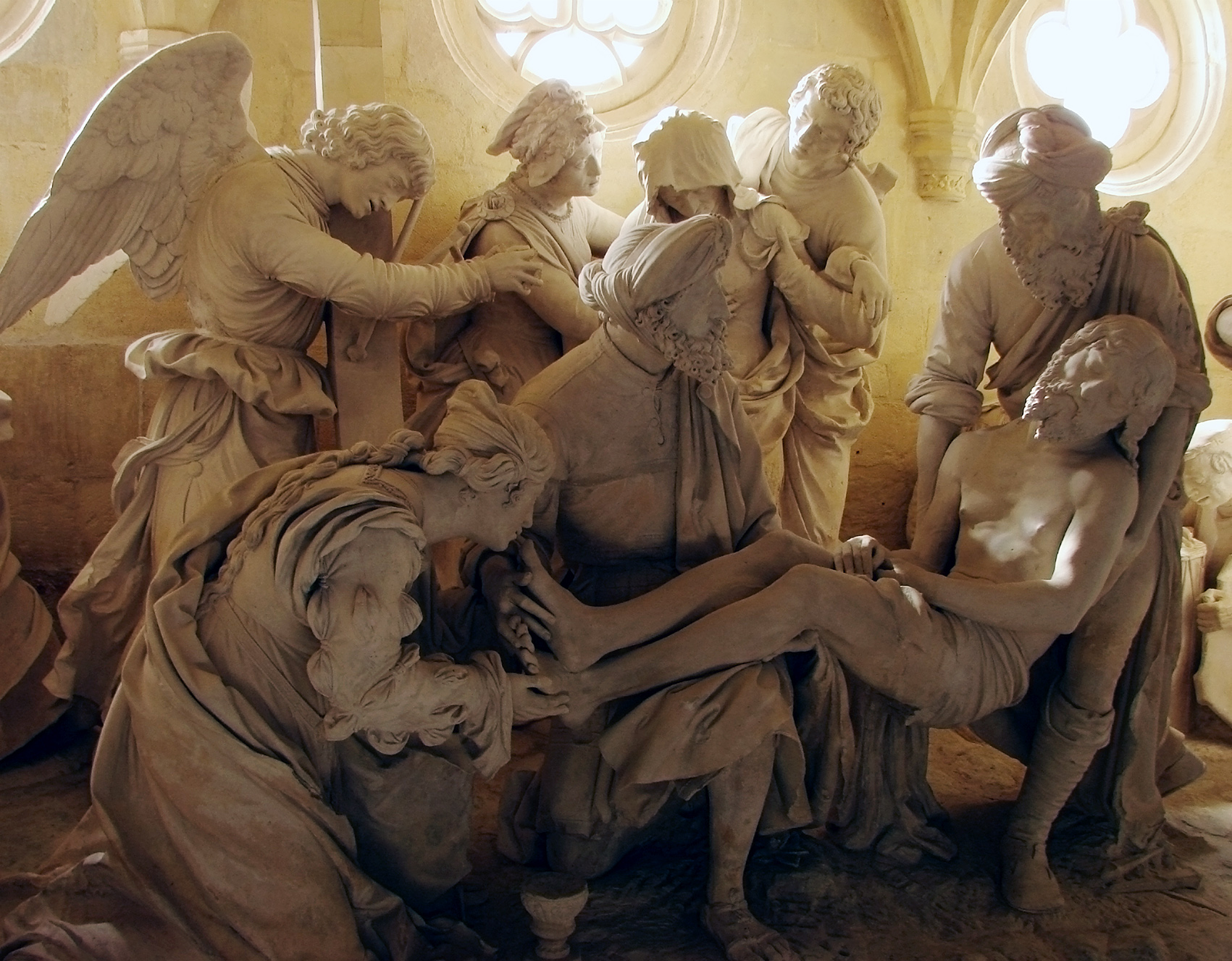
Mise au tombeau de Jésus par Ligier Richier, église Saint-Étienne de Saint-Mihiel, Meuse.

- Descente de croix, tableau peint par Rubens où on voit Joseph d'Arimathie et Nicodème détachant le corps du Christ de la croix.
- Joseph d'Arimathie, œuvre de jeunesse de Niccolò di Tommaso (actif à Pistoia de 1346 environ à 1376), exposé au Musée des beaux-arts de Tours[35].
- La Descente de Croix, peinture à l'huile du peintre Rogier van der Weyden qui représente la descente du Christ de la croix par Joseph d'Arimathie et Nicodème.
- Sépulcre de Saint-Mihiel, groupe sculpté de Ligier Richier où le Christ est porté par Joseph d'Arimathie (à la tête).
- Déploration de la chapelle du Pénity de l'église Saint-Ronan de Locronan (polychrome, vers 1525, par le Maître de Cast), où l'on voit que Joseph d'Arimathie est le seul du groupe à être coiffé du chapeau pointu, imposé aux Juifs depuis le synode de Vienne en 1265[36].
- L'Église Notre-Dame de Larmor-Plage possède un groupe sculpté polychrome, daté de la première moitié du XVIe siècle, représentant une Pietà avec six personnages. Joseph d'Arimathie y figure debout à gauche, avec chapeau pointu et barbe non peignée comme dans la représentation précédente. Il porte ici une tenaille à main droite et les clous qu'il a arrachés dans l'autre.

## Traditions populaires
- Joseph d'Arimathie est le saint patron des fossoyeurs.
- Joseph d'Arimathie est considéré comme le fondateur de l'Église orthodoxe celtique.